# Patrick Lolo
Patrick Aymar Lolo Lakento (ur. 25 kwietnia 1980 w Makotipoko) – kongijski piłkarz grający na pozycji napastnika. W swojej karierze rozegrał 14 meczów i strzelił 1 gola w reprezentacji Konga.

## Kariera klubowa
Swoją karierę piłkarską Lolo rozpoczął w klubie Étoile du Congo. W 1998 roku zadebiutował w jego barwach w pierwszej lidze kongijskiej. Wraz z tym klubem dwukrotnie wywalczył mistrzostwo Konga w sezonach 2000 i 2001 oraz zdobył dwa Puchary Konga w latach 2000 i 2002. W 2004 roku przeszedł do gabońskiego AS Mangasport, w którym grał do końca 2006 roku. Trzykrotnie został z nim mistrzem Gabonu w sezonach 2004, 2005 i 2005 oraz sięgnął po Puchar Gabonu w 2005. W latach 2007-2009 grał w CSMD Diables Noirs, w którym zakończył karierę. W sezonach 2007 i 2009 został z nim mistrzem Konga.

## Kariera reprezentacyjna
W reprezentacji Konga Lolo zadebiutował 25 czerwca 2000 w wygranym 3:2 towarzyskim meczu z Gabonem, rozegranym w Libreville. Od 2000 do 2007 wystąpił w kadrze narodowej 14 razy i strzelł 1 gola.